# Marpesia cinna
Marpesia cinna är en fjärilsart som beskrevs av William Swainson 1833. Marpesia cinna ingår i släktet Marpesia och familjen praktfjärilar. Inga underarter finns listade i Catalogue of Life.